# Epiphragma (Eupolyphragma) fuscosternatum
Epiphragma (Eupolyphragma) fuscosternatum is een tweevleugelige uit de familie steltmuggen (Limoniidae). De soort komt voor in het Oriëntaals gebied.